# Carlos Larraz
Carlos Larraz y Micheto fue un pintor español del siglo XIX.

## Biografía
Natural de la ciudad aragonesa de Zaragoza, estudió en la Academia de San Luis. Más adelante fue discípulo de la de San Fernando de Madrid y de Couture en París. En la Exposición Nacional de Bellas Artes, celebrada en Madrid en 1856, presentó las obras siguientes: La abuela y los nietos, Mujer manchega rezando —la segunda mereció una medalla de tercera clase y ser adquirida por el Gobierno para el Museo nacional del Prado—; tres retratos y Un estudio de cabeza. En la de 1858 presentó La prisión de Lanuza, que alcanzó una mención honorífica y que pasó a formar parte también de la colección del Museo nacional.